# Рубеж (Бешенковичский район)
Рубеж (бел. Рубе́ж) — деревня в Бешенковичском районе Витебской области Беларуси. В составе Верхнекривинского сельсовета.

## География
Расположена в 11 км в направлении на юго-восток от Бешенковичей, в 62 км от Витебска, в 45 км от железнодорожной станции Чашники, на автомобильной дороге Р113 Бешенковичи — Сенно.
Ближайшие населённые пункты Ганковичи, Горбачи и др.

### Гидрография
Около деревни протекает река Берёзка.

## История
В 1910 году в Латыговской волости Сеннинского уезда Могилёвской губернии.
До 2004 года центр Рубежского сельсовета.

## Население

### Численность
- 2019 год — 71 жителей

### Динамика
- 1999 год — 136 жителей (перепись населения)
- 2009 год —  99 жителей (перепись населения)[2]
- 2019 год — 71 жителей (перепись населения)

## Достопримечательность
- Городище железного века[4] —  Историко-культурная ценность Республики Беларусь, шифр 213В000160. Расположено в 0,4 км на восток от деревни.